# Wande Lopes
Wande Lopes Santana (Piratuba, 19 de junho de 1982) é um lutador de MMA brasileiro.

## Carreira
Natural de Piratuba (SC), mudou-se com a família para São Gabriel do Oeste, no Mato Grosso do Sul, aos 11 anos de idade. Treinou até os 18, quando decidiu mudar-se para Campo Grande. Foi faixa-preta de karatê e passou para o muay thai, onde foi bicampeão brasileiro e bicampeão mundial.
Em 2004 fez sua estreia em MMA, no Shock Combat. Em 2013 participou do TUF Brasil, mas perdeu por nocaute no round 1 para Pedro Iriê.

## Cartel no MMA
| Res.    | Cartel | Oponente               | Método                      | Evento                          | Data       | Round | Tempo | Local                                    | Notas                |
| ------- | ------ | ---------------------- | --------------------------- | ------------------------------- | ---------- | ----- | ----- | ---------------------------------------- | -------------------- |
| Derrota | 7-2    | Valmir Lazaro          | TKO (chute na costela)      | Shooto Brasil 45                | 20/12/2013 | 1     | 4:24  | Rio de Janeiro, Rio de Janeiro           | Co-evento principal. |
| Derrota | 7-1    | Julio Rafael Rodrigues | Decisão (dividida)          | XFMMA                           | 27/04/2013 | 3     | 5:00  | Araraquara, São Paulo                    |                      |
| Vitória | 7-0    | Gonzalo Longoni        | TKO (interrupção do córner) | NDLS 2 - Argentina vs. Brazil   | 15/06/2012 | 1     | 5:00  | Santiago del Estero, Argentina           |                      |
| Vitória | 6-0    | Cleiton Alves          | TKO (socos)                 | WOCS - Watch Out Combat Show 11 | 29/04/2011 | 2     | 4:16  | Campo Grande, Mato Grosso do Sul         |                      |
| Vitória | 5-0    | Marcelo Silva          | TKO (chute na cabeça)       | DFC-Detonaco-Fight-Championship | 20/11/2007 | 2     | 0:30  | Cuiabá, Mato Grosso                      |                      |
| Vitória | 4-0    | Matheus Brasil         | TKO                         | UFCC - UFC Cuiabá               | 27/10/2007 | 1     | 2:00  | Cuiabá, Mato Grosso                      |                      |
| Vitória | 3-0    | Jorge Alves            | TKO                         | PFC - Power Fighters Combat     | 23/05/2007 | 1     | 3:00  | São Gabriel do Oeste, Mato Grosso do Sul |                      |
| Vitória | 2-0    | Cleiton Alves          | TKO                         | PFC - Power Fighters Combat     | 10/10/2005 | 1     | 0:00  | São Gabriel do Oeste, Mato Grosso do Sul |                      |
| Vitória | 1-0    | Rubens Soldado         | Finalização                 | SC - Shock Combat               | 14/08/2004 | 2     | 0:00  | Campo Grande, Mato Grosso do Sul         |                      |